# Isla Bigras
La Isla Bigras (en francés: Île Bigras) es la mayor de las cuatro islas en el archipiélago canadiense conocido como Îles-Laval, situado en el río de la pradera (rivière des Prairies) de la provincia de Quebec. Todos ellas dependen de la ciudad de Laval desde 1965.
Con una longitud de 1 km, la isla de Bigras era conocida desde 1817 bajo el nombre de Isla Amesse, llamado así por su propietario Luis Amesse (diversos mapas también la conocen bajos otras formas como "Isla Boiret" e "Isla Boisvert" ). Pero posteriormente fue comprada en 1890 por Emilien Bigras, que le dio su nombre actual. Él era también dueño de las otras tres islas del archipiélago: Pariseau, Isla Redonda y la Isla Verde.